# Évippe fille de Danaos
Pour les articles homonymes, voir Évippe.
Dans la mythologie grecque, Évippe ou Évippé (en grec ancien Ευίππη / Euíppê, « bonne jument ») est une des Danaïdes, fille de Danaos.
Son identité est confuse. Le pseudo-Apollodore cite deux Évippe dans sa liste des Danaïdes, la première née de la naïade Polyxo et qui épouse Imbros (un fils d'Égyptos et de Caliadne), la seconde née d'une « Éthiopienne », épouse d'Argios. Hygin ne connaît qu'une seule Évippe, unie à Agénor.

## Sources
- Pseudo-Apollodore, Bibliothèque [détail des éditions] [lire en ligne] (II, 1, 5).
- Hygin, Fables [détail des éditions] [(la) lire en ligne] (CLXX).